# Тега-Кей (Південна Кароліна)
Тега-Кей (англ. Tega Cay) — місто (англ. city) в США, в окрузі Йорк штату Південна Кароліна. Населення — 12 832 особи (2020).

## Географія
Тега-Кей розташована за координатами 35°2′21″ пн. ш. 81°0′54″ зх. д. / 35.03917° пн. ш. 81.01500° зх. д. (35.039187, -81.014953).  За даними Бюро перепису населення США в 2010 році місто мало площу 11,82 км², з яких 10,02 км² — суходіл та 1,80 км² — водойми.

## Демографія
Згідно з переписом 2010 року, у місті мешкало 7620 осіб у 2752 домогосподарствах у складі 2233 родин. Густота населення становила 645 осіб/км².  Було 2926 помешкань (248/км²).
Расовий склад населення:
| - 92,6 % — білих - 3,0 % — чорних або афроамериканців - 2,0 % — азіатів - 0,2 % — корінних американців - 0,1 % — вихідців з тихоокеанських островів |

До двох чи більше рас належало 1,4 %. Частка іспаномовних становила 3,3 % від усіх жителів.
За віковим діапазоном населення розподілялося таким чином: 29,2 % — особи молодші 18 років, 60,3 % — особи у віці 18—64 років, 10,5 % — особи у віці 65 років та старші. Медіана віку мешканця становила 40,2 року. На 100 осіб жіночої статі у місті припадало 97,8 чоловіків;  на 100 жінок у віці від 18 років та старших — 94,8 чоловіків також старших 18 років.
Середній дохід на одне домашнє господарство  становив 133 139 доларів США (медіана — 119 250), а середній дохід на одну сім'ю — 139 752 долари (медіана — 128 237). Медіана доходів становила 101 395 доларів для чоловіків та 76 313 долари для жінок. За межею бідності перебувало 1,5 % осіб, у тому числі 0,2 % дітей у віці до 18 років та 5,7 % осіб у віці 65 років та старших.
Цивільне працевлаштоване населення становило 4152 особи. Основні галузі зайнятості: фінанси, страхування та нерухомість — 21,1 %, освіта, охорона здоров'я та соціальна допомога — 16,1 %, виробництво — 11,8 %, науковці, спеціалісти, менеджери — 9,9 %.